# Pierre Ruby
Pierre Ruby   (Bron, 4 de setembre de 1932 - Chambray-lès-Tours, 27 de maig de 2023) fou un ciclista francès, que fou professional des del 1955 fins al 1964.

## Palmarès
- 1955
  - 1r a Prévange
- 1958
  - 1r a Périgueux
- 1960
  - 1r a Decize
- 1961
  - 1r al Tour de Corrèze
- 1962
  - 1r al Circuit de la Vienne

### Resultats al Tour de França
- 1955. 62è de la Classificació general
- 1957. 41è de la Classificació general
- 1960. 53è de la Classificació general
- 1961. Fora de temps (2a etapa)
- 1962. Fora de temps (12a etapa)

### Resultats a la Volta a Espanya
- 1959. Abandona